# Non guardare giù
Non guardare giù è il quinto album in studio del rapper italiano Tredici Pietro, pubblicato il 4 aprile 2025.

## Tracce
1. Non guardare giù — 2:24
2. morire — 3:55
3. Emirates — 3:36
4. LikethisLikethat — 3:53
5. Tempesta (feat. Lil Busso & Psicologi) — 2:17
6. Sempretardi — 3:04
7. verità — 2:56
8. Milanocollane — 2:34
9. Galleggiare — 3:26
10. respirare — 3:27
11. $oldi denaro moneta Ca££££hh — 3:19
12. Serve Amore — 3:05
13. Tradirti — 4:30